# Lim Young-chul
Lim Young-chul (nascido em 5 de junho de 1960 é o atual treinador da Seleção Sul-Coreana Feminina de Handebol. A equipe feminina disputou os Jogos Olímpicos de Verão de 2016 no Rio de Janeiro, terminando na décima posição.